# Хунак Кеель
Хунак Кеель (англ. Hunac Ceel) из рода Кавич (англ. Cauich) (? - ум. ок. 1200 г.) — правитель в индейской цивилизации майя. Знаменит обстоятельствами своего прихода к власти. Согласно майяской книге пророчеств «Чилам-Балам», правитель Майяпана Ах Меш Кук отправил в Чичен-Ицу в качестве жертвы для обряда жертвоприношения в Священном колодце своего военачальника Хунак Кееля. Однако Хунак Кеель вынырнул из колодца и объявил, что разговаривал с богами, и те повелели назначить его правителем Майяпана. Воцарившись в Майяпане, Хунак Кеель в 1178 году (или в 1194 году?) подверг Чичен-Ицу опустошению.

## Возвышение Хунак Кееля
По одним сведениям, Хунак Кеель был одним из Майяпанских вельмож, присутствовавших на человеческом жертвоприношении в Священном сеноте в Чичен-Ице. 
Жертвоприношение состояло в том, что людей, подлежащих жертвоприношению, на рассвете бросали в сенот, 
после чего ждали до полудня, не продержится ли кто из них до этого времени на поверхности воды, не утонув. 
Если такой человек оказывался — что было большой редкостью — то его поднимали из колодца, 
«дабы он передал людям послание от духов, обитающих в глубине колодца». 
В тот день, когда в полдень заглянули в колодец 
и увидели, что к полудню в сеноте на поверхности воды не осталось ни одного из брошенных туда людей, 
Хунак Кеель внезапно выбежал из группы сановников, взбежал на платформу храма и на глазах у всех бросился в сенот. 
Через несколько секунд он вынырнул на поверхность воды 
и крикнул, что он разговаривал с богами и боги повелели назначить его правителем. 
Толпа приветствовала Хунака, 
и он был назначен правителем Майяпана.
Другие источники ставят под сомнение добровольность прыжка Хунак Кееля: 
согласно им, Хунак Кеель был военачальником города Майяпана, 
и правитель Майяпана — его звали Ах Меш Кук — назначил его — своего военачальника — быть принесённым в жертву, 
что так же привело Хунака на вершину власти.

## Завоевание Чичен-Ицы
Приход Хунак Кееля к власти означал смертный приговор для триумвирата городов-государств (Майяпанской лиге). 
Хунак Кеель сделал Майяпан единственной столицей своего царства 
и основал династию, названную династией Кокомов (именительный падеж единственного числа — Коком).
Преданные ему сановники были назначены правителями провинций, 
но их заставили жить в Майяпане, 
чтобы Хунаку легче было контролировать их и проводимую ими политику. 
Однако потеснённым правителям Чичен-Ицы это не нравилось, 
и Хунак, по всей видимости, чувствовал ненадёжность своих наместников в этом городе. 
Особое подозрение вызывал у него правитель Чак Шиб Чак, 
и Хунак искал лишь удобный случай, чтобы навсегда избавиться от этой угрозы. 
Насчёт того, как он это осуществил, сведения источников противоречивы, 
но из книг «Чилам-Балам» известно, 
что Хунак Кеель начал против Чичен-Ицы войну 
под предлогом спасения похищенной Чак Шиб Чаком невесты 
(её звали Иш Цивнен) 
одного из своих (Хунак Кееля) союзников — Ульмиля — правителя Улиля . 
И эта война завершилась разрушением Чичен-Ицы. 
Начиная с конца XII в. н. э. жизнь в прежней столице ицев стала постепенно угасать, 
и когда четыре столетия спустя армия испанского конкистадора Монтехо 
разбила в этом некогда прекрасном городе лагерь, 
большинство его величественных зданий уже лежало в развалинах.

По сообщениям индейских хроник, 
пленных правителей Чичен-Ицы привели в Майяпан 
и назначили временными наместниками Кокомов в своей прежней столице. 
Отныне они должны были управлять ею издалека, из своих резиденций в Майяпане. 
С этого момента Майяпан превратился в самый могущественный город на полуострове Юкатан. 
Его армии возросли за счёт наёмников, завербованных в Табаско, — свирепых мексиканских воинов, известных под названием «ах кануль».
Окружив город каменной стеной и разместив в нём армию, подчинённую лишь ему одному, 
Хунак Кеель основал династию, которая правила Юкатаном около 250 лет.

## В искусстве
- Американский фильм «Короли Солнца» (1963) начинается со сцены атаки войск Хунака Кееля на Чичен-Ицу. Роль Хунака Кееля исполнил Лео Гордон.

### Пояснения
1. ↑  Священный сенот в Чичен-Ице представляет собой провал в земле диаметром 40–60 метров и глубиной до воды 20 метров.
2. ↑  Тут следует сказать, что у древних майя были распространены ритуальные самоубийства. Ритуальные самоубийства расценивались, как принесение себя в жертву богам, и таких самоубийц очень уважали. См. Иш Таб.
3. ↑  Потерпевший поражение Чак Шиб Чак бежал из Чичен-Ицы с преданными ему людьми в район озера Петен-Ица, на острове которого основал город Тах-Ица (он же Тайясаль) — город майяской цивилизации, дольше всех продержавшийся незавоёванным испанскими колонизаторами (до 27.07.1697).

### Указание источников
1. 1 2  Чарльз Галленкамп, книга «Майя. Загадка исчезнувшей цивилизации» пер. с английского, Москва, издательство «Наука», 1966
2. ↑  посланец к богам возвращается на землю. Дата обращения: 24 ноября 2009. Архивировано 1 января 2010 года.
3. ↑  Прыжок в колодец - Новый владыка Майапана. Дата обращения: 3 января 2014. Архивировано 4 января 2014 года.
4. ↑  Принцесса Сак-Никите | Журнал | Вокруг Света. Дата обращения: 3 декабря 2009. Архивировано 13 декабря 2009 года.
5. ↑  Прыжок в колодец - Военачальник Хунак Кеель (недоступная ссылка)
6. ↑  покинул правитель Чичен-Ица. Дата обращения: 3 января 2014. Архивировано 26 марта 2014 года.